# 기타큐슈 공항
기타큐슈 공항(일본어: 北九州空港, IATA: KKJ, ICAO: RJFR)은 일본 후쿠오카현 남쪽의 인공섬 위, 세토 내해의 스오나다 지역의 해안에서 3km 떨어진 곳에 지어진 공항으로 2006년 3월 16일 개항했다.

## 개요
해안에 위치한 고쿠라 공항을 대체하기 위해 건설되었으며 기타큐슈시 고쿠라미나미구와 미야코군 간다정에 걸쳐 있다.
구공항은 활주로가 1600m로 짧은 편이며 대형 제트기의 이착륙을 할 수 없었던데다가 산 옆에 있었기에 농무의 발생이 잦아 결항율이 25%로 높은 이유로 새롭게 공항을 건설한 것이며 새롭게 건설한 공항은 활주로를 2500m로 확장하였다.
신기타큐슈 공항으로 불렸으나 2008년 6월 18일을 기해 공식 명칭에서 신(新)을 삭제했으며 지역 항공사인 스타플라이어의 본거지이며 2009년 3월 20일부터 제주항공의 첫 인천국제공항발 국제선 취항지(전세기)이기도 하다.
일본에서 인공섬에 건설된 공항으로는 5번째로 24시간 운영되는 건 물론 별도로 매립을 행한 다른 해상공항과 달리 간몬 해협의 준설토 매립으로 만들어진 매립지에 건설된 것이 특징이며 쿠오카 공항 혼잡 지정으로 국제선이 부활하게 되었다.

## 역사
- 1994년 공항 본체 공사에 착수
- 2006년 3월 16일 개항
- 2008년 6월 18일 키타큐슈 공항으로 개칭하여, 공항 법을 개정하여, 4조 1항 5호에 해당하는 공항으로서 정령으로 정하는 공항으로 구분되었다.
- 2009년 3월 20일 제주항공 서울(인천)발 정기 취항
- 2012년 4월 23일 제주항공 서울(인천)발 후쿠오카 취항(3/30)으로 운항 중단
- 2012년 7월 12일 스타플라이어 부산(김해) 국제선 취항 (매일 2회)
- 2013년 9월 21일 : 스타플라이어 무안 국제선 부정기 취항
- 2016년 11월 4일 : 티웨이항공 무안 국제선 부정기 취항
- 2016년 12월 1일 : 진에어 부산/김해 국제선 정기 취항
- 2016년 12월 1일 : 코리아 익스프레스 에어 양양 국제선 부정기 취항
- 2016년 12월 13일 : 진에어 인천/서울 국제선 정기 취항
- 2018년 5월 13일 : 코리아 익스프레스 에어 무안, 양양 발 국제선 정기 취항.
- 2018년 11월 2일 : 티웨이항공 무안발 국제선 정기 취항
- 2019년 3월 : 코리아 익스프레스 에어 무안발 국제선 단항.
- 2023년 9월-2024년 6월 : 스타플라이어 무안 국제선 부정기 취항

## 운항 노선

### 국제선
| 항공사       | 목적지                   |
| ------------ | ------------------------ |
| 스타플라이어 | 타이베이 (타오위안),무안 |
| 진에어       | 서울(인천), 부산         |
| 중국동방항공 | 다롄                     |

### 국내선
| 항공사        | 목적지       |
| ------------- | ------------ |
| 일본항공      | 도쿄(하네다) |
| 스타플라이어  | 도쿄(하네다) |
| 후지드림 항공 | 시즈오카     |

### 화물 노선
| 항공사        | 목적지                   |
| ------------- | ------------------------ |
| ANA 카고      | 오키나와                 |
| 대한항공 카고 | 서울(인천), 로스앤젤레스 |

## 공항 시설
- 1층(도착 로비 포함)
  - 종합관광 안내소
  - 버스 승차권 판매기
  - 세븐일레븐(24시간 영업)
  - 야마토 운수
  - 렌트카 카운터
  - 후쿠오카현 경찰 키타큐슈 공항 경비 출장소
- 2층(출발, 제한구역 포함)
  - 항공권 보딩 카운터
  - ATM
  - 매점
  - 닛산 자동차 전시 코너
  - 유료 단체 대합실
  - 제한 구역 내에 공항 운영 라운지 「해바라기」
- 3층(식당가, 전망 라운지)
  - 우동점, 라면점, 레스토랑, 서서 마시는 스탠드 등의 음식 시설과 전망 데크(족탕 시설 등)가 있다.

## 교통

### 도로
공항 개항에 맞추어, 2006년 2월 26일부터 히가시큐슈 자동차도로의 일부 구간(기타큐슈 JCT - 칸다 기타큐슈 공항 IC)이 개통되었다. 기타큐슈 공항도로도 2006년 3월 5일부터 개통되었다.

### 버스
- 니시테쓰 버스 기타큐슈
  - 와카마쓰·토바타 - 오구라 - 키타큐슈 공항선
  - 쿠로사키 - 기타큐슈 공항선
  - 구사미역(일반 노선버스)
  - 간다역·유쿠하시역(일반 노선버스)
- 키타큐슈시 교통국(시영)
  - 오리오 역·기타큐슈 학술 연구 도시

IC카드에의 대응으로, 니시테츠 운행 분은 "nimoca"가 도입하여 영업소를 확대하여, 2009년 2월 22일부터 고속 3 노선 전편을 편리하게 이용할 수 있게 되었다. 일반 노선은 2009년 9월까지의 일부 도입될 예정이다. 시영 편은 「해바라기 버스 카드」를 이용할 수 없다.
지금까지 나뉘어 있던 쿠로사키 / 오리오 선이 재통합되어 니시테츠와 기타큐슈 시의 공동 운행을 한다.

### 철도
제일 가까운 역은 JR 닛포 본선(日豊本線)인 구사미역, 간다역이지만, 모두 보통 열차 밖에 정지하지 않는다. 특급 열차(소닉, 니치린, 드림 니치린)을 이용할 경우는, 상행선은 유쿠하시역, 하행선은 고쿠라역(일부 시모소네 역)에서 보통 열차 환승을 하면 된다. 제일 가까운 역에서 공항까지는 연락 버스를 이용할 수 있다.

## 같이 보기
- 후쿠오카 공항
- 고쿠라 공항